# 八女筑後バイパス

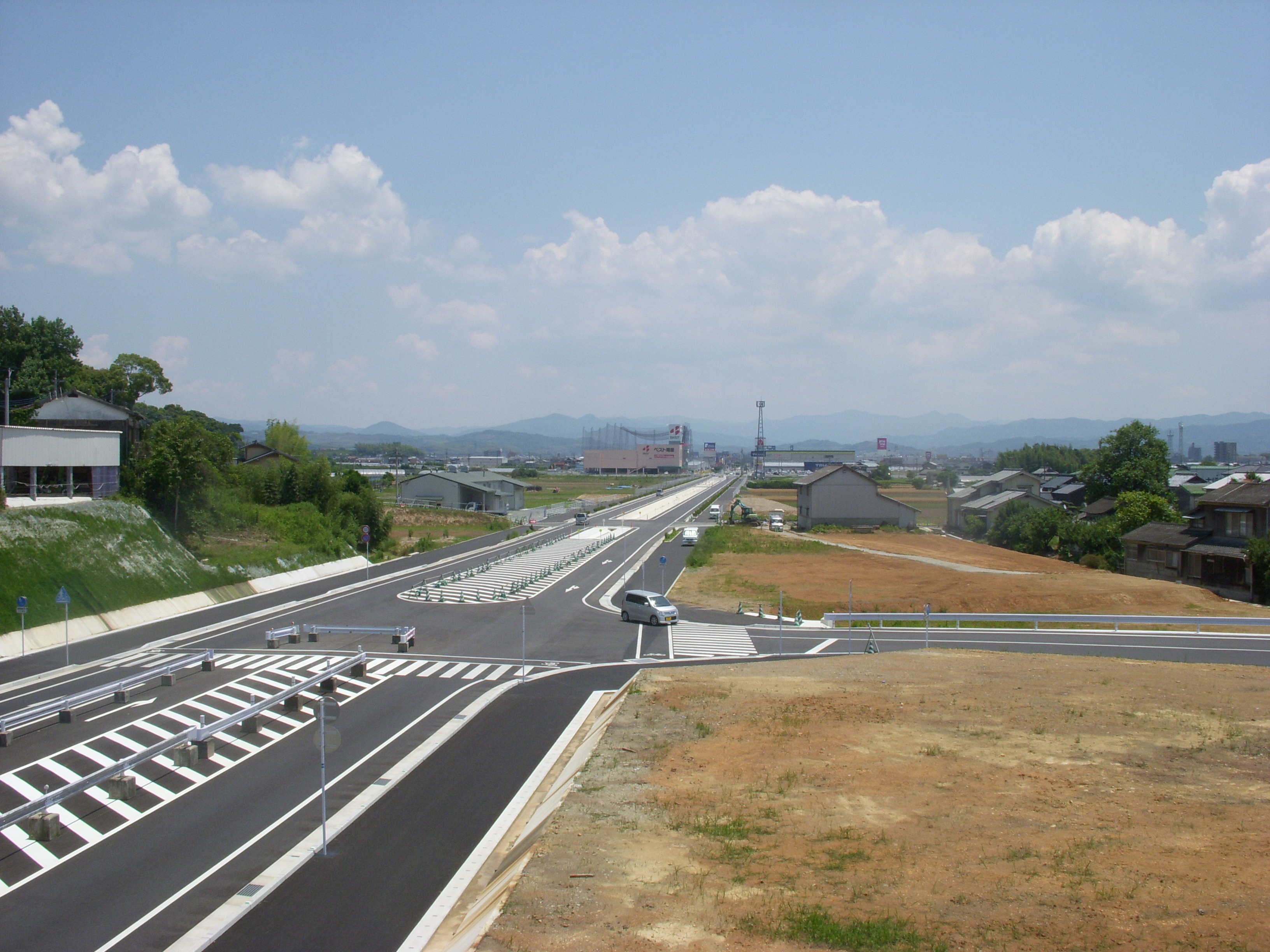
八女筑後バイパス（福岡県八女市）

八女筑後バイパス（やめちくごバイパス）は、福岡県八女市から筑後市に至る国道442号のバイパスである。

## 概要
八女市納楚の国道442号現道との分岐部から八女市大島の国道3号交点までの1.16kmは2013年5月25日に開通し、これをもって全線開通。終点で筑後バイパスと接続し、さらに大木大川バイパスへと連続している。
バイパスの開通に伴い、並行する旧道は福岡県道795号湯辺田八女線・福岡県道96号八女瀬高線・福岡県道793号柳瀬筑後線・福岡県道706号筑後城島線に変更されている。

### 路線データ
- 距離：8.14km
- 起点：福岡県八女市大字納礎
- 終点：福岡県筑後市大字久富

## 接続路線
- 国道442号(納楚東交差点)
- 国道3号(大島交差点)
- 熊本県道・福岡県道4号玉名八女線(福島中学校前交差点)
- 佐賀県道・福岡県道15号佐賀八女線
- 福岡県道713号唐尾広川線（亀甲交差点・立体交差）
- E3 九州自動車道八女IC連絡通路(2013年3月30日開通[3])
- 福岡県道86号久留米筑後線(徳久東交差点)
- 国道209号(免許試験場交差点)
- 福岡県道706号筑後城島線(久富交差点)
- 国道442号 筑後バイパス(高江交差点)

## 周辺
- 八女市側は、ゆめタウン八女をはじめ郊外型店舗が多く立ち並ぶのに対し、筑後市側は住宅地と田畑が広がっている。
- 西日本短期大学附属高等学校
- 福岡県立八女工業高等学校
- 筑後自動車運転免許試験場